# Maison de Stanoje Stanojević
La Maison de Stanoje Stanojević (en serbe cyrillique : Кућа др Станоја Станојевића ; en serbe latin : Kuća dr Stanoja Stanojevića) est située à Belgrade, la capitale de la Serbie, dans la municipalité urbaine de Stari grad. Construite entre 1897 et 1899, elle est inscrite sur la liste des biens culturels de la Ville de Belgrade.

## Présentation
La maison de Stanoje Stanojević, située 32 rue Svetogorska, a été construite entre 1897 et 1899 pour servir de résidence à Stanoje Stanojević (1874-1937), historien, membre de l'Académie serbe des sciences et des arts, professeur à l'Université de Belgrade, éditeur de la première encyclopédie moderne et l'un des fondateurs du journal Politika. L'académicien vécut et travailla dans cette maison de 1904 à 1937.